# Enrique Sostoa Ibáñez
Almirante español nacido en San Fernando (Cádiz) en 1842 y fallecido en 1915.
Como Capitán de Navío de Primera Clase estuvo al mando desde 1897 del arsenal de Cavite y fue segundo jefe del apostadero de Filipinas, donde vivió los momentos de la destrucción de la escuadra del almirante Montojo, y el bombardeo del arsenal. 
Procesado a su vuelta a España por haber rendido el arsenal intacto al enemigo, su causa fue sobreseída, siendo nombrado Jefe del Estado Mayor del departamento de San Fernando, y más tarde jefe de la jurisdicción de Marina en la Corte.
- Datos: Q8776259